# Каргіно (Бурятія)
Каргіно (рос. Каргино) — село Кабанського району, Бурятії Росії. Входить до складу Сільського поселення Колесовське.
Населення — 89 осіб (2015 рік).